# معركة شارلروا
حدثت معركة شارلروا (بالفرنسية: Bataille de Charleroi)، أو معركة سامبر، في 21 أغسطس 1914، بين الجيش الفرنسي الخامس والجيشين الألمانيين الثاني والثالث، أثناء معركة الحدود. خطط الفرنسيون من أجل شن هجوم عبر نهر سامبر، عندما هاجم الألمان أولًا، وأجبروا الفرنسيين على مغادرة النهر وكادوا أن يقطعوا التراجع الفرنسي عن طريق عبور ميوز حول دينانت والالتفاف على الجهة اليمنى الفرنسية. أنقذ الفرنسيون الوضع عن طريق شن هجوم مضاد على دينانت وإعادة توجيه الجيش الثالث إلى الشمال الغربي من أجل دعم الجيش الثاني بدلًا من الجنوب الغربي.

## المعركة
بحلول 20 أغسطس، بدأ الجيش الخامس (بقيادة الجنرال تشارلز لانريزاك) التركيز على جبهة طولها 40 كيلومترًا على طول السامبر تتمركز في شارلروا وتمتد شرقًا حتى حصن نامور البلجيكي. غطى فيلق الفرسان (بقيادة الجنرال أندريه سوردت) الجناح الأيسر للجيش الخامس وقوة المشاة البريطانية (بي إي إف) في مونس. امتلك الفرنسيون 15 فرقة بعد نقل القوات إلى لورين، في مواجهة 18 فرقة ألمانية من الجيش الثاني (الجنرال كارل فون بولو) والجيش الثالث (العقيد ماكس فون هاوسن) الذي تحرك إلى الجهة الجنوب غربية من لوكسمبورغ باتجاه الميوز.

### 21 أغسطس
أبلغ القائد الأعلى للقوات المسلحة جوزيف جوفري لانريزاك (وبي إي إف) في صباح يوم 21 من شهر أغسطس أن القوات الألمانية تتحرك غربًا. وفقًا للخطة السابعة عشرة، كان الجيشان الثالث والرابع المتمركزين جنوبًا يتجهان نحو آرلون ونوفشاتو على التوالي، ثم يسعون من أجل مهاجمة قوات العدو في لوكسمبورغ البلجيكية. أُمر الجيش الخامس بتغطية ميوز حتى نامور، تعاون البريطانيون في هذا العمل من خلال التحرك في الاتجاه العام لسوانيز شمال شرق مونس. وفقًا لهذا، وضع لانريزاك الجيش الخامس في سامبر، وأبلغ جوفري بتصرفاته في وقت لاحق من اليوم أي حوالي الساعة 12:30. دون علمه في ذلك الوقت، اشتبكت عناصر ألمانية مع قواته بين نامور وشارلروا. أُبلغ لانريزاك بهذا من خلال تقرير الجنرال أوغستين ميشيل -القائد في نامور- الذي تلقاه في الساعة 14:00. أخبرت القيادة العامة لانريزاك في حوالي الساعة 16:00 أن الألمان كانوا ما يزالون يتجهون غربًا، وبالتالي أمر طيرانه بمتابعة تحركات قوات العدو وأبلغ جنوده أن عليهم «الاستعداد لأجل شن هجوم.. عن طريق عبور السامبر، باتجاه نامور ونيفيليس». في الساعة 20:00، بعد الإبلاغ عن إجراء بسيط فقط على الجبهة العاشرة لفيلق جوفري في الساعة 19:00، تلقى لانريزاك تعليمات من الأخير بأن لديه سلطة تقديرية كاملة تمكنه من اتخاذ القرار بلحظة بدء الهجوم المناسبة.
بحلول المساء، كانت طلائع الفرقة 19، بين فلوريفوكس وجيمبي-سور-سامبر قد صدت الهجمات الألمانية. ومع ذلك، أشارت التقارير إلى وجود ألماني قوي. تم التخلي عن أرسيمونت في أقصى الغرب والتي كانت تحرسها في البداية كتيبة ثم عززها فوج من الفرقة العشرين، بحلول الساعة 21:00 وأمر قائد الفرق العسكرية ديفورغ -الذي نظم المواقع حول فوس بالتنسيق مع الفوج- بالتنسيق مع الفيلق الأول والثالث الأمر الذي يعني أن الألمان قد نجحوا في عبور السامبر. تعرضت المواقع الأمامية للفرقة الخامسة على جبهة الفيلق الثالث لهجوم في حوالي الساعة 15:00. على الرغم من الإخفاقات الأولية، واصل الألمان هجماتهم وأجبروا على المرور في تامينز وروزليس وآيزو. استعاد الهجوم الفرنسي المضاد آيزو، لكنه فشل في إعادة الألمان لنقطة البداية من جديد. في الساعة 11:00 مساءً، أبلغ قائد القوات سوريت لانريزاك أن الفرقة الخامسة تواصل جهودها من أجل استعادة كل المناطق. 